# Kavala BC
Le BC Kavala (en grec : Ένωση Καλαθοσφαίρισης Καβάλα) est un club grec de basket-ball, basé dans la ville de Kavala, en Grèce. Le club évolue en A2 Ethniki, soit la deuxième division du championnat de Grèce de basket-ball.

## Historique
Le Kavala BC est fondé en 2003. En 2008, le Kavala BC et le Panorama B.C. fusionnent pour former l'Union Kavala. Lors de cette même année, le club atteint la première division grecque pour la première fois.

## Entraîneurs successifs
- Vangelis Alexandris
- Evangelos Koronios
- 2012 :  Chris Chougaz

## Joueurs célèbres ou marquants
| - Vasilis Angelakopoulos - Giannis Gagaloudis - Savas Iliadis - Nikos Kouvelas - Christoforos Stefanidis - Ioannis Karathanasis - Sotiris Karapostolou - Giorgos Georgakis - Vassilis Simtsak - Alexis Kyritsis - Kostas Kakaroudis - Igkor Milosevits - Steve Panos - Miroslav Raičević - Branko Jorović - Mladen Pantić - Antanas Kavaliauskas - Giedrius Gustas - Laurynas Mikalauskas - Alain Digbeu - Pape-Philippe Amagou - Bruno Šundov - Nemanja Mitrović - Gregor Arbet - Kieron Achara | - Milt Palacio - Torrell Martin - Will Daniels - Billy Thomas - Lorrenzo Wade - DeJuan Collins - Mike Taylor - Patrick O'Bryant - Justin Gray - Cedric Simmons - Richard Shields - Taquan Dean |